# Monasterio de Roussanou

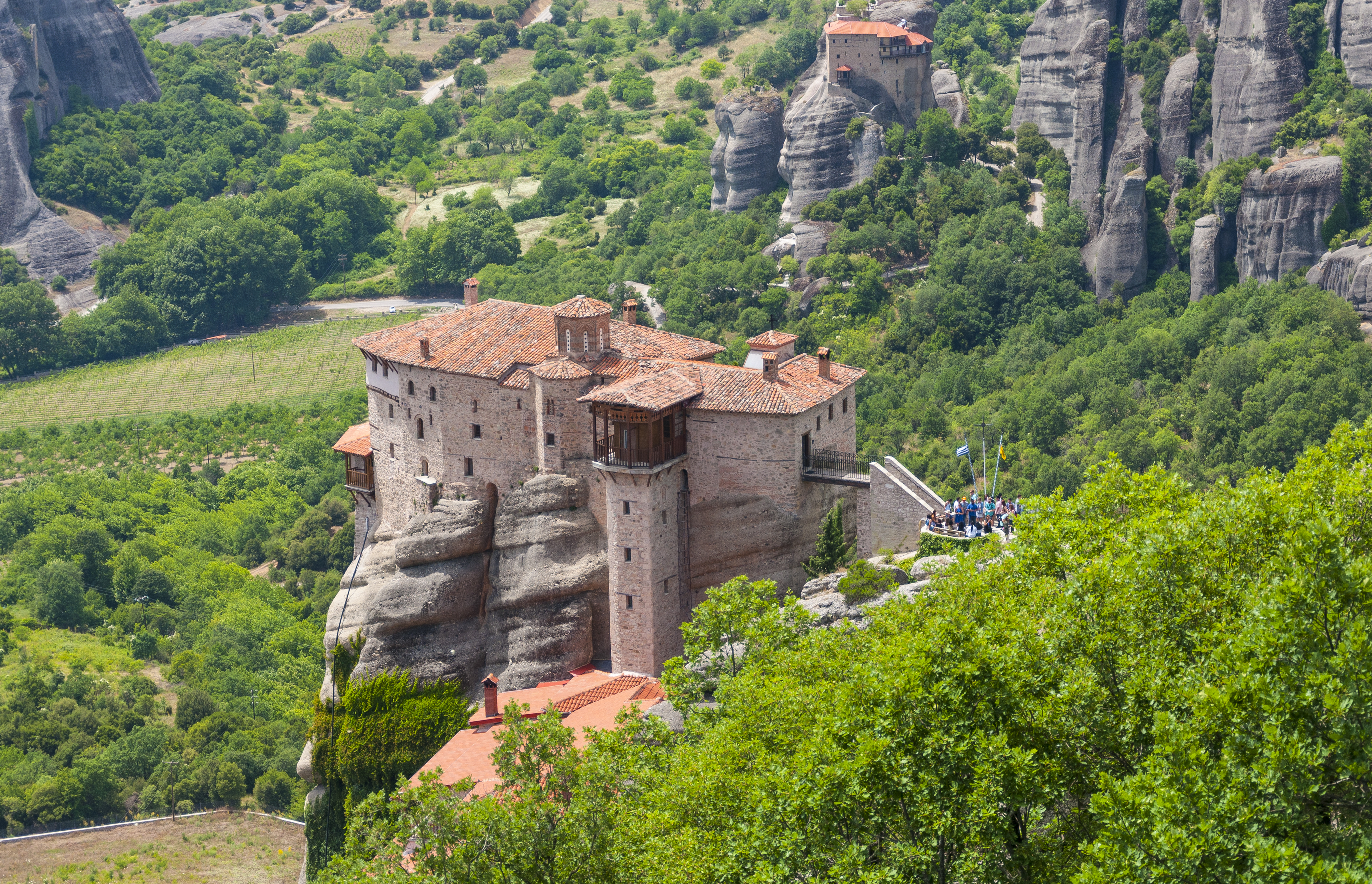
Monasterio de Roussanou.

El monasterio de Roussanou (Μονή Ρουσάνου en griego) es un monasterio ortodoxo, situado al norte de Grecia, en la llanura de Tesalia, en las proximidades de Kalambaka, en el valle del río Peneo. Forma parte de un grupo de seis monasterios denominados Monasterios suspendidos en los aires o Monasterios en el cielo situados en Meteora, que fueron clasificados como Patrimonio de la Humanidad por la Unesco desde el año 1988. Es uno de los dos monasterios femeninos que se encuentran en Meteora.
Se desconoce el origen de su nombre Roussanou -o Rousanou, según las fuentes-, aunque la teoría más probable es que lleva el nombre del fundador del primer templo de la zona. Otra teoría atribuye la fundación del monasterio en 1388 a los monjes Nicodemo y Benedicto. En 1545 se reconstruyó el katholikón, que estaba dedicado a la transfiguración de Jesús y a la figura de Santa Bárbara. 
En 1757 el monasterio se convirtió en un refugio para los griegos de Trikala que huían de los turcos. La situación se repitió en 1897, cuando desempeñó como un escondite para varias familias de Kalampaki que estaba siendo perseguidas después la Guerra greco-turca. Durante la Segunda Guerra Mundial el monasterio fue asaltado. Muchas piezas fueron almacenadas en otros monasterios de la época. Reabrió sus puertas en 1971. Durante los años 1980, se llevó a cabo una profunda renovación del edificio, y en 1988 el monasterio fue entregado a las monjas.
El monasterio ocupa toda la meseta en la parte superior de la roca donde se encuentra. Es de tres pisos, con el katholikón, el archontariki y varias celdas dispuestas en la planta baja, así como otras celdas y espacios auxiliares en las otras plantas. La iglesia es el templo de cruz Athonite tipo con una simple (nártex con una cúpula) Hagiographies 1560. El acceso al monasterio es por escalera y dos puentes, que fueron construidos en 1930 en lugar de un puente de madera más antigua.
El monasterio se encuentra en la carretera que conduce desde Kastraki a otros monasterios de Meteora. El monasterio ahora es accesible a través de escaleras y dos pequeños puentes. Originalmente, el acceso al monasterio se realizaba por una escalera tallada en la piedra. Los puentes de madera fueron construidos en 1868 y otros pasajes, de piedra, se tallaron durante 1930.

## Galería de imágenes

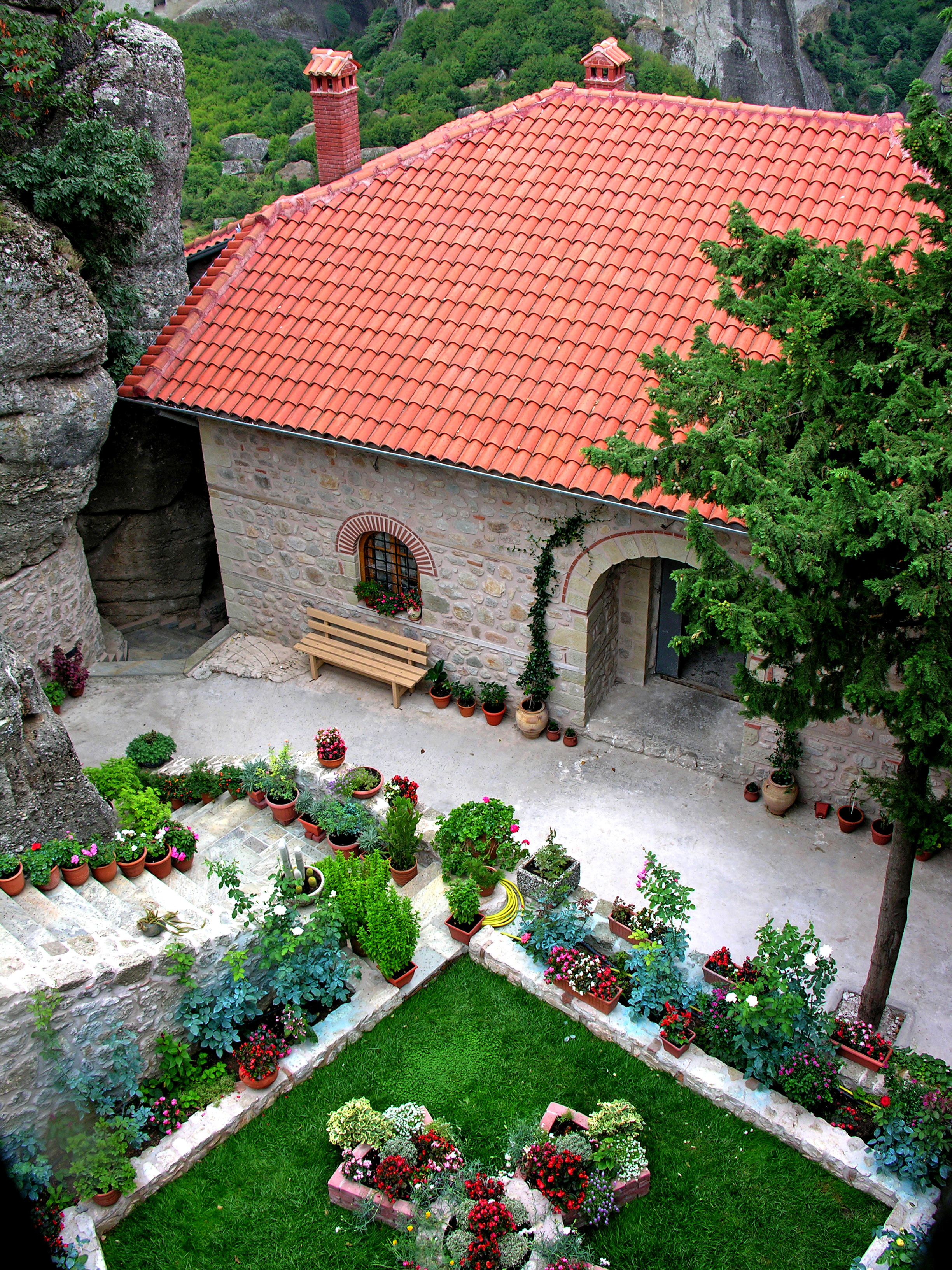
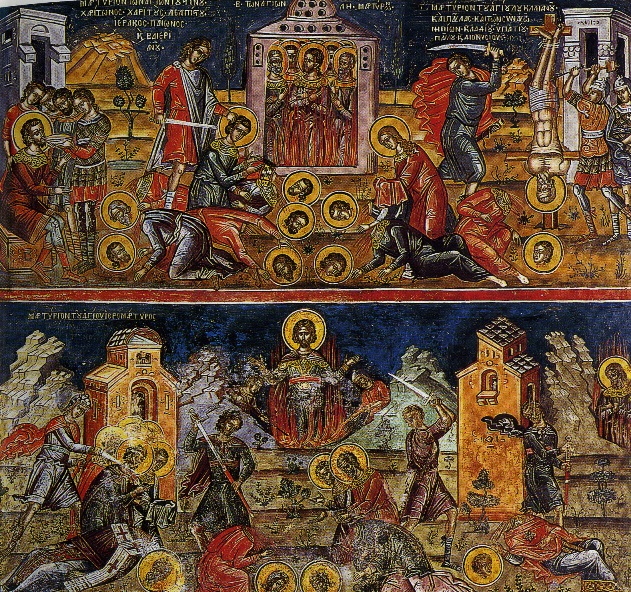
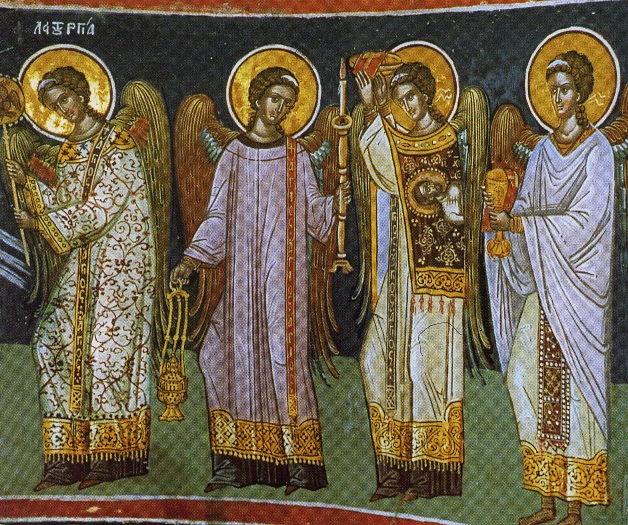
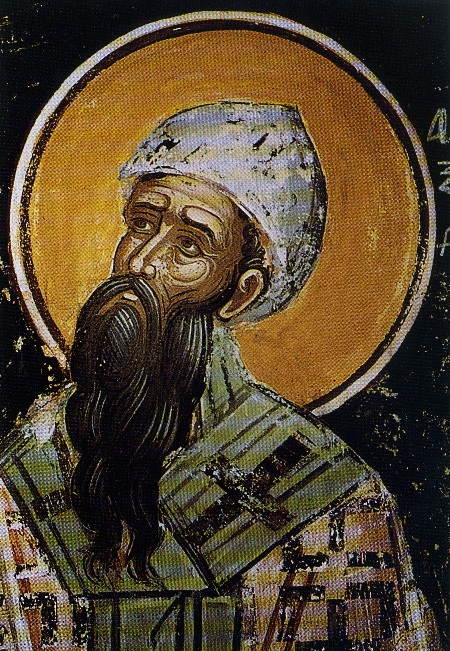
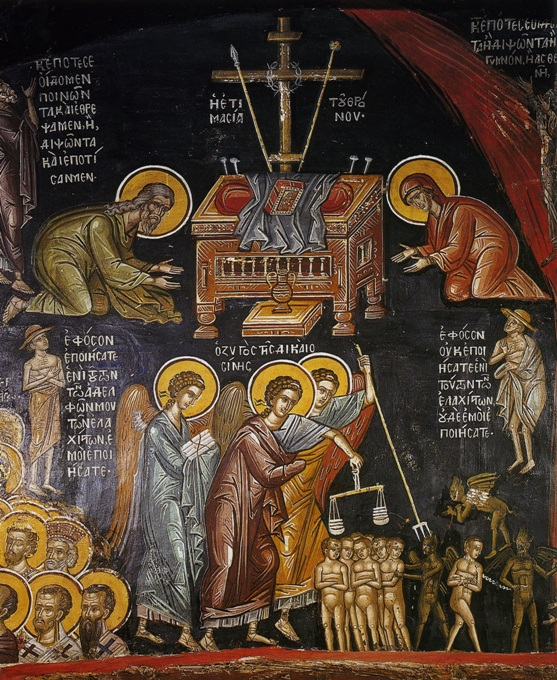
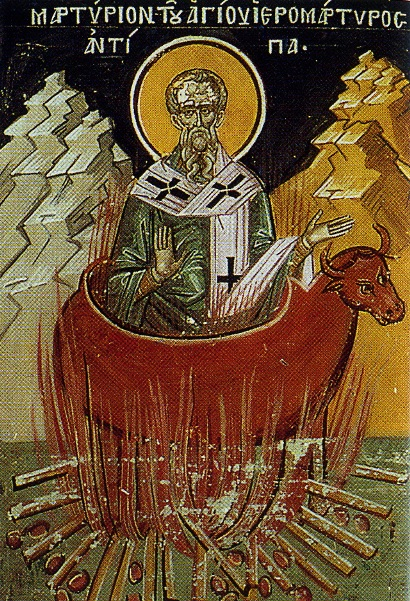
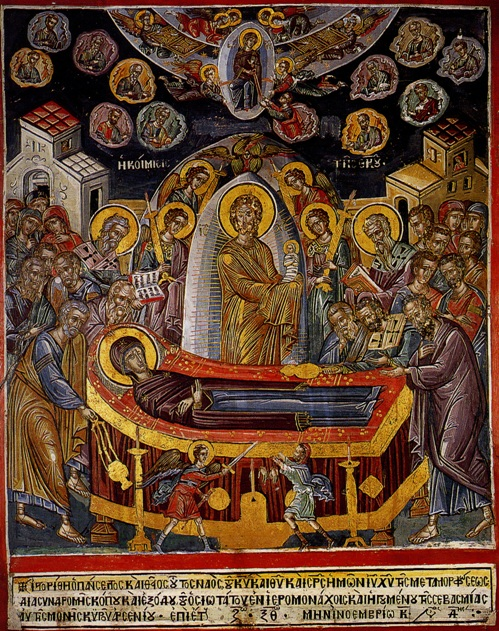